# Радиостанция Гриметон
Радиостанция Гриметон или радиостанция в Варберге (швед. Radiostationen i Grimeton) — сверхдлинноволновая телеграфная радиостанция, построенная в 1922—1924 годах в местечке Гриметон около шведского города Варберг. Памятник инженерного искусства времён ранней беспроволочной трансатлантической связи, входит в список Всемирного наследия ЮНЕСКО.
Радиостанция была возведена американским инженером шведского происхождения Эрнстом Александерсоном в 1924 для связи с США, станцией «Radio Central» на Лонг-Айленде. В качестве излучающего элемента используются провода, подвешенные на шести стальных башнях-мачтах высотой 127 м, отстоящих друг от друга на 380 м и держащих перекладины размахом 46 м. На момент постройки это были самые высокие сооружения в Швеции. Длина антенного полотна — 2,2 км. Инженер Хенрик Креугер (Henrik Kreüger) спроектировал конструкции башен-мачт, а архитектор Карл Окерблад (Carl Åkerblad) создал в неоклассическом стиле главное здание радиостанции. На станции используется электромашинный передатчик на основе генератора Александерсона мощностью 200 кВт, работающий на частоте 17,2 кГц, единственный сохранившийся (на 2007 год) в рабочем состоянии передатчик подобного типа.
В 1925 году она была торжественно открыта королём Швеции Густавом V. В день открытия король направил телеграмму президенту США Кэлвину Кулиджу. В послании, в частности, говорилось об углублении культурных и коммерческих отношений между Швецией и Соединенными Штатами с её «демократическими принципами, которые помогли миллионам шведов обрести новый дом». Для связи с США станция использовалась до 1950-х годов, она имела важное значение в течение Второй мировой войны, когда кабельные линии через Атлантику были перерезаны. После войны радиостанция использовалась для связи с подводными лодками. В 1968 году был установлен второй (ламповый) передатчик, работающий на частоте 40,4 кГц, он используется в интересах ВМФ Швеции. Позывной старого передатчика — SAQ, нового — SRC. Одновременная работа SAQ и SRC невозможна, так как они используют одну и ту же антенную систему.
Летом по станции водят экскурсии, на станции сохранился автомобиль «Шевроле» 1931 года, старая автозаправка фирмы «Gulf». Старый передатчик включают каждый год в рождественский сочельник 24 декабря, в день Александерсона (первое воскресенье июля), по другим торжественным поводам, а также для испытаний. Передаются короткие сообщения азбукой Морзе. Станция используется также для трансляции FM-радио, телевидения.